# 관음사 (익산시)

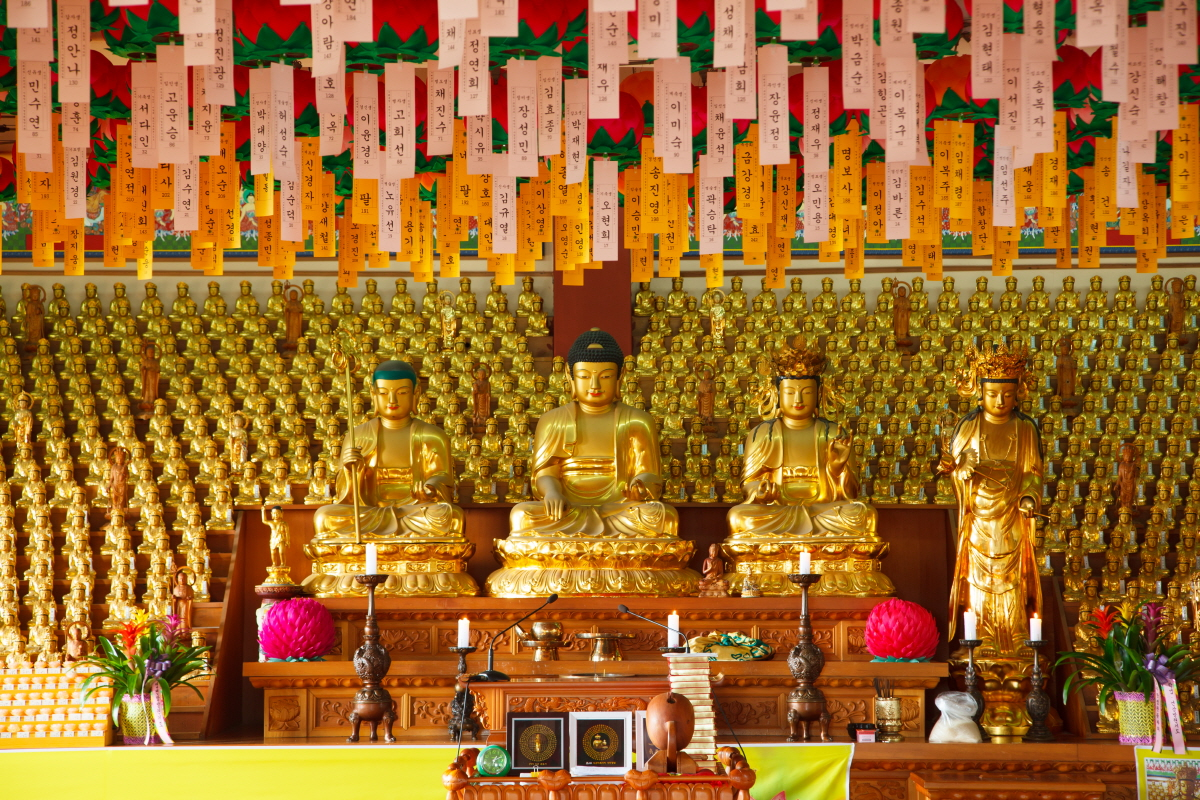
관음사 대웅전에 있는 부처와 보살의 상

관음사(觀音寺)는 전라북도 익산시 평동로9길 72에 있는 대한불교조계종 계열의 사찰이다. 관음사에 있는 목조보살입상이 대한민국의 보물로 제1842호로 지정되었다. 목조보살입상 안에 넣어져 있다가 발견된 발원문을 통해 1601년에서 1605년 사이 건축되었다는 것을 확인하였다.